# Бьянки, Роландо
Рола́ндо Бья́нки (итал. Rolando Bianchi; род. 15 февраля 1983, Альбано-Сант'Алессандро) — итальянский футболист, нападающий.

## Карьера
Роландо Бьянки — воспитанник «Аталанты», он дебютировал в основном составе клуба в возрасте 18-ти лет, 17 июня 2001 года в матче с «Ювентусом», выйдя на замену за 10 минут до конца встречи, тот матч «Аталанта» проиграла 1:2, а сам Бьянки на поле больше в сезоне не выходил. В следующем году он играл в составе клуба 3 раза, а ещё через год 16 раз, в тот сезон клуб вылетел в серию В, а Бьянки был продан «Кальяри», хотя часть прав на футболиста осталась у «Аталанты». С «Кальяри» Бьянки выходил на поле 14 раз и даже забил 2 гола, чем помог клубу, обретающемуся в серии В, выйти в высший итальянский дивизион. В сезоне 2004—2005 в серии А Бьянки уже был игроком основы клуба из Сардинии, проведя 25 матчей и забив 2 гола, любопытно, что первый он забил «Сиене», через минуту после выхода на поле, а второй «Реджине» на последней минуте игры.
В 2005 году Бьянки был куплен «Реджиной», проявившей интерес к форварду после памятного гола на 89-й минуте, но в начале сезона, в матче молодёжной сборной Италии против Шотландии, Бьянки получил тяжёлую травму колена. Эта травма привела к тому, что весь сезон у форварда был испорчен: он провёл лишь 9 матчей, а большую часть времени просто лечился, единственный гол в Бьянки забил в дерби с «Мессиной». Но несмотря на то, что Бьянки, в силу травмы, не смог показывать высокий класс игры, руководство «Реджины» решило окончательно выкупить трансфер игрока, и не прогадало: Бьянки забил в 37 матчах 18 голов, и часто ассистировал своему партнёру по атаке Николо Аморузо, забившему 17 мячей. Эти два форварда, ставшие самой результативной парой чемпионата, буквально «спасли» «Реджину» от вылета из серии А.
Результативность форварда привела к интересу многих клубов, включая ведущие итальянские клубы, но, после долгих переговоров, победителем в схватке за нападающего стал английский клуб «Манчестер Сити», которой заплатил за трансфер Бьянки 13 млн евро. Но дела в Англии у Бьянки не пошли, доверие со стороны шведского наставника «Сити» Свена-Ёрана Эрикссона, который настаивал на покупке Бьянки, сменилось на неуверенность в нападающем: Бьянки всё чаще оставался на скамье запасных, выходя на поле лишь на замену. Уже в октябре английские СМИ стали предрекать скорое возвращение форварда на Апеннины. Бьянки интересовались не только в Италии, но и Испании, например, «Эспаньол» предложил за нападающего 7 млн фунтов.
Уже 23 января 2008 года Бьянки был арендован у «Манчестер Сити» клубом «Лацио», с правом выкупа игрока за 12 млн евро и контрактом до 2012 года с полуторамиллионами евро в год. Бьянки взял номер 9, который раньше принадлежал Паоло Ди Канио, кумира тиффози Рима и который два года никто не носил. Бьянки хотел видеть в своих рядах и «Торино», но римский клуб оказался удачливее, любопытно, что болельщики «Торино» напали на президента «Лацио» Клаудио Лотито, узнав, что Бьянки не будет играть в их клубе. 27 января Бьянки дебютировал в «Лацио» в матче против «Торино» на 60-й минуте, заменив Томмазо Рокки, но уже через несколько минут Бьянки получил два жёлтые карточки и покинул поле. 27 февраля Бьянки забил свой первый за «Лацио» гол — в ворота его бывшего клуба «Реджины». Тренер «Лацио» Делио Росси решает выстроить схему игры клуба с тремя нападающими, это приносит свои плоды: Бьянки забивает мяч в ворота «Милана» на Сан-Сиро, принеся своей команде ничью, а также в ворота «Ювентуса». Всего же за «Лацио» Бьянки забивает 4 мяча.
По окончании сезона Бьянки был вынужден вернуться в «Манчестер Сити» из-за того, что «Лацио» решило не выкупать его трансфер. Но всё же Бьянки вернулся в Италию, его купил клуб «Торино», интересовавшийся форвардом ещё полгода назад, заплатив за трансфер футболиста 7,3 млн евро, контракт форварда рассчитан на 5 лет с ежегодной выплатой миллиона евро. В новой команде нападающий дебютировал в первом туре чемпионата Италии, 31 августа 2008 года в матче Торино — «Лечче», в котором нападающий и отличился, сделав на 75-й окончательный счёт 3:0 в пользу туринцев.
В ноябре 2010 года Бьянки заинтересовался «Милан».

## Статистика

### Клубная
| Сезон     | Клуб           | Лига         | Чемпионат | Чемпионат | Кубок | Кубок | Еврокубки | Еврокубки |
| Сезон     | Клуб           | Лига         | Игры      | Голы      | Игры  | Голы  | Игры      | Голы      |
| --------- | -------------- | ------------ | --------- | --------- | ----- | ----- | --------- | --------- |
| 2000/2001 | Аталанта       | Серия А      | 1         | 0         | 0     | 0     | 0         | 0         |
| 2001/2002 | Аталанта       | Серия А      | 3         | 0         | 1     | 1     | 0         | 0         |
| 2002/2003 | Аталанта       | Серия А      | 16        | 0         | 1     | 0     | 0         | 0         |
| 2003/2004 | Аталанта       | Серия В      | 1         | 0         | 0     | 0     | 0         | 0         |
| 2003/2004 | Кальяри        | Серия В      | 14        | 2         | 0     | 0     | 0         | 0         |
| 2004/2005 | Кальяри        | Серия А      | 25        | 2         | 7     | 2     | 0         | 0         |
| 2005/2006 | Реджина        | Серия А      | 9         | 1         | 0     | 0     | 0         | 0         |
| 2006/2007 | Реджина        | Серия А      | 37        | 18        | 3     | 2     | 0         | 0         |
| 2007/2008 | Манчестер Сити | Премьер-лига | 19        | 4         | 0(3)  | 0(1)  | ?         | ?         |
| 2007/2008 | Лацио          | Серия А      | 15        | 4         | 2     | 0     | ?         | ?         |
| 2008/2009 | Торино         | Серия А      | 28        | 9         | 2     | 1     | 0         | 0         |
| 2009/2010 | Торино         | Серия В      | 43        | 26        | 2     | 1     | 0         | 0         |
| 2010/2011 | Торино         | Серия В      | 32        | 19        | 0     | 0     | 0         | 0         |
| 2011/2012 | Торино         | Серия В      | 37        | 8         | 2     | 0     | 0         | 0         |

В скобках у «Манчестер Сити» — матчи и голы Кубка Футбольной лиги